# Lommis
Lommis es una comuna suiza situada en el cantón de Turgovia. Tiene una población estimada, a fines de 2021, de 1259 habitantes.
Está ubicada en el distrito de Münchwilen. Limita al norte con la comuna de Thundorf, al este con Affeltrangen, al sureste con Tobel-Tägerschen, al sur con Bettwiesen, al suroeste con Wängi, y al oeste con Stettfurt.